# Liste der denkmalgeschützten Objekte in Pec pod Sněžkou
Grundlage dieser Liste der denkmalgeschützten Objekte in Pec pod Sněžkou ist die ÚSKP-Liste (Ústřední seznam kulturních památek České republiky, deutsch Zentrale Liste der Kulturdenkmäler der Tschechischen Republik), die von der tschechischen Denkmalschutzbehörde NPÚ (Národní památkový ústav, deutsch Nationale Denkmalbehörde) seit 1987 geführt wird und an die seit dem Jahr 1850 geschaffenen Listen anschließt.
Die Liste umfasst die Kulturdenkmale der Gemeinde Pec pod Sněžkou im Okres Trutnov. 
Für den Ortsteil Velká Úpa der Gemeinde Pec pod Sněžkou, siehe die Liste der denkmalgeschützten Objekte in Velká Úpa.

## Pec pod Sněžkou (Petzer)
| Lage                                                             | Objekt                            | Beschreibung | ÚSKP-Nr.                  | Bild               |
| ---------------------------------------------------------------- | --------------------------------- | --- | ------------------------- | ------------------ |
| Pec pod Sněžkou 142, an der Hauptkreuzung im Ort (Standort)      | Gasthof Na Peci                   | Gasthof Na Peci | 11116/6-5915 Info Katalog | weitere Bilder     |
| Pec pod Sněžkou 123, Růžový důl, in Richtung Obří důl (Standort) | Bauernhaus Nr. 123                | Bauerngehöft | 44397/6-6120 Info Katalog | Bauernhaus Nr. 123 |
| Pec pod Sněžkou 115, Obří důl (Standort)                         | Bergbaude Nr. 115                 | Bauerngehöft – Bergbaude                                                                                                 | 12500/6-5666 Info Katalog | Bergbaude Nr. 115  |
| Pec pod Sněžkou 113, Obří důl (Standort)                         | Bergbaude Nr. 113                 | Bauerngehöft – Bergbaude                                                                                                 | 12499/6-5665 Info Katalog | Bergbaude Nr. 113  |
| Pec pod Sněžkou 110, Obří důl (Standort)                         | Bergbaude Nr. 110                 | Bauerngehöft – Bergbaude                                                                                                 | 12497/6-5664 Info Katalog | BW                 |
| Pec pod Sněžkou, Rudná rokle (Standort)                          | Wasserwerk                        | Wasserwerk, am Kreuzungspunkt des blau markierten Wanderweges Obří důl – Obří bouda über den Rudný potok, rechts am Hang | 11096/6-5898 Info Katalog | Wasserwerk         |
| Pec pod Sněžkou 103, Modrý důl (Standort)                        | Bauernhaus Nr. 103                | Bauerngehöft | 50494/6-6156 Info Katalog | Bauernhaus Nr. 103 |
| Pec pod Sněžkou 102, Modrý Důl (Standort)                        | Bergbaude Nr. 102                 | Bauerngehöft – Bergbaude                                                                                                 | 12498/6-5663 Info Katalog | Bergbaude Nr. 102  |
| Pec pod Sněžkou 98, Modrý Důl (Standort)                         | Bauernhaus Nr. 98                 | Bauerngehöft | 44348/6-6129 Info Katalog | Bauernhaus Nr. 98  |
| Pec pod Sněžkou 97, Modrý důl, Studniční Boudy (Standort)        | Bauernhaus Nr. 97                 | Bauerngehöft (Brunnbergbauden)                                                                                           | 44338/6-6139 Info Katalog | Bauernhaus Nr. 97  |
| Pec pod Sněžkou 91, Modrý Důl (Standort)                         | Bergbaude Děvín                   | Touristenhütte – Bergbaude Děvín                                                                                         | 49656/6-6078 Info Katalog | BW                 |
| Pec pod Sněžkou 88, Richterovy boudy (Standort)                  | Bauernhaus Nr. 88                 | Bauerngehöft (Richterbauden)                                                                                             | 43736/6-6132 Info Katalog | BW                 |
| Pec pod Sněžkou 85, Richterovy boudy (Standort)                  | Bauernhaus Nr. 85                 | Bauerngehöft (Richterbauden)                                                                                             | 50727/6-6170 Info Katalog | BW                 |
| Pec pod Sněžkou 76, Jelení Louky (Standort)                      | Bauernhaus Nr. 76                 | Bauerngehöft | 42703/6-6127 Info Katalog | BW                 |
| Pec pod Sněžkou 69, Severka (Standort)                           | Bergbaude Severka                 | Touristenhütte – Bergbaude Severka                                                                                       | 41556/6-6152 Info Katalog | BW                 |
| Pec pod Sněžkou 62, Vlčí hrana (Standort)                        | Haus Wolfsrücken (Dům Vlčí Hrana) | Bauerngehöft (Braunbergbauden)                                                                                           | 39809/6-6126 Info Katalog | BW                 |